# كارل براون (مدرب كرة قدم)
كارل براون (بالإنجليزية: Carl Brown)‏ (30 أكتوبر 1950 بكينغستون في جامايكا - ) هو مدرب كرة قدم ولاعب كرة قدم جامايكي في مركز الدفاع. شارك مع منتخب جامايكا لكرة القدم.

## وصلات خارجية
- كارل براون على موقع الاتحاد الدولي (مؤرشف)  (الإنجليزية)
- كارل براون على موقع ناشيونال فوتبول تيمز (الإنجليزية)
- كارل براون على موقع عالم كرة القدم.نت (الإنجليزية)